# 祖拜達·莎爾娃特
祖拜達·莎爾娃特（阿拉伯语：زبيدة ثروت；埃及阿拉伯語發音：[zobajda sarwat]）是一位於1940年6月14日出生的埃及演員。

## 生平
祖拜達·莎爾娃特於1940年在該國亞歷山大港出生，其父親是一名海軍軍官，她曾於亞歷山大大學法律學院就讀。莎爾娃特在青少年時期曾經於一個由某青年雜誌舉辦的選美比賽中贏得獎項，這次經歷不但使她的照片被廣泛地傳播，也使他得到不少導演和製片人的注意。莎爾娃特在1965年於電影「Dalila」首次簡單地向公眾露面，而當時出演該電影的明星還包括莎迪亞和阿卜杜勒·哈利姆·哈菲茲（عبد الحليم حافظ）。接著她也在多部電影中演出並曾與多名著名演員合作，包括魯什迪·阿巴扎（رشدي أباظة）、法丁·阿卜杜勒·瓦哈卜（فطين عبد الوهاب）、優素福·瓦赫比（يوسف وهبي）、卡邁勒·什納維（محمد كمال الشناوي）、索亞德·胡斯尼（سعاد حسني）和奧瑪·雪瑞夫。莎爾娃特最終在1980年代後期退休，而她在其演藝生涯中也曾得到不少綽號，例如是「阿拉伯電影業之貓」、「魔法眼睛」和「浪漫皇后」。

## 個人生活
祖拜達·莎爾娃特一生曾與5名男士結婚，當中第2次婚姻的對象是敘利亞製片人索卜希·法拉哈特，而在這次的婚姻中則育有4名女兒。

## 外部連結
- 祖拜達·莎爾娃特在互联网电影资料库（IMDb）上的資料（英文）
- 祖拜達·莎爾娃特在阿拉伯電影業資料庫網站上的演員頁面 （页面存档备份，存于）